# August Burckhardt-Brandenberg

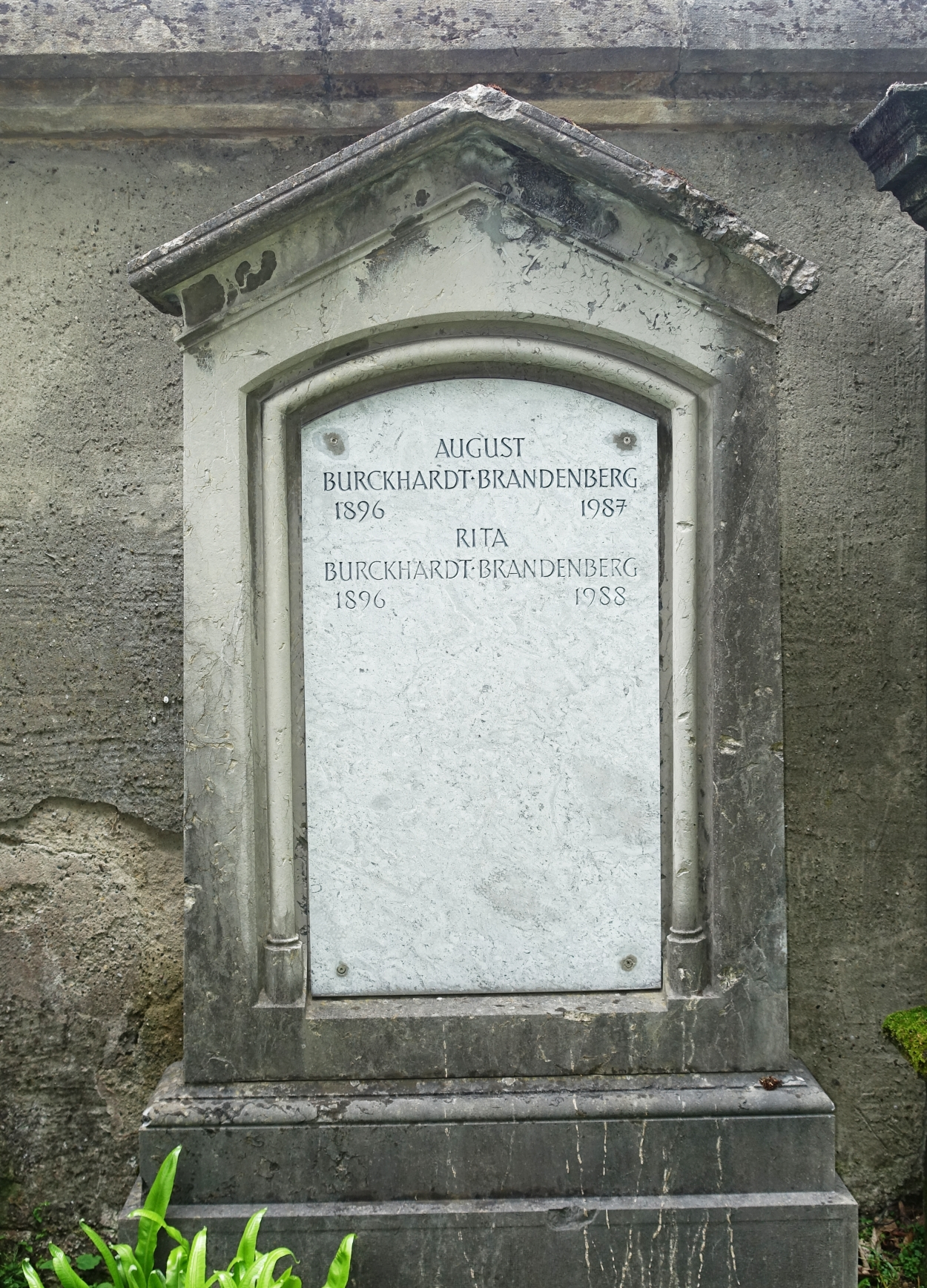
Grab auf dem Friedhof Wolfgottesacker

August Burckhardt-Brandenberg (Geburtsname August Burckhardt, * 16. Februar 1896 in Basel; † 8. November 1987 ebenda) war ein Schweizer Klassischer Philologe und Archivar.

## Leben
August Burckhardt, der älteste Sohn des Historikers August Burckhardt (1868–1935) und der Hedwig geb. Burckhardt (1872–1958), besuchte die Primarschule sowie das untere und obere Gymnasium in Basel. Nach der Matura im Frühjahr 1915 absolvierte er im Sommer die Rekrutenschule und ging zum Herbst 1915 an die Universität Lausanne. Er studierte Klassische Philologie und Geschichte. Zum Herbst 1917 wechselte er an die Universität Basel; zwei Semester verbrachte er auch an der Universität Göttingen. Nachdem er sein Studium mehrmals wegen des Grenzdienstes und für ein Semester wegen Krankheit unterbrochen hatte, schloss er es 1924 mit der Promotion zum Dr. phil. ab. Außer seinem Doktorvater Peter von der Mühll prägten ihn der Indogermanist Jacob Wackernagel und der Historiker Adolf Baumgartner.
Nach dem Studienabschluss arbeitete Burckhardt einige Jahre lang als Gymnasiallehrer, ehe er Anfang der 1930er Jahre an das Staatsarchiv Basel-Stadt wechselte. Dort arbeitete er als Adjunkt des Staatsarchivars Paul Roth, als Leiter des Lesesaals und der Bibliothek. Während dieser Zeit verfasste er kleinere Beiträge zur griechischen und lateinischen Altertumskunde sowie genealogische Arbeiten. Zum 1. März 1961 trat er in den Ruhestand.
August Burckhardt war ab 1924 verheiratet mit Margaritha geb. Brandenberg (1896–1988); das Ehepaar führte seitdem den Allianznamen Burckhardt-Brandenberg. Ihre Tochter Anne-Marie (* 1930) heiratete den Archivar Wolfgang Wackernagel (1927–2000), einen Sohn des Volkskundlers Hans Georg Wackernagel.

## Schriften (Auswahl)
- Spuren der athenischen Volksrede in der alten Komödie. Basel 1924 (Dissertation)
- Franz Cumont: Die orientalischen Religionen im römischen Heidentum. Nach der vierten französischen Auflage unter Zugrundelegung der Übersetzung Gehrichs bearbeitet von August Burckhardt-Brandenberg. 3. Auflage, Leipzig 1931